# Мъхнат нокът
Мъхнатият нокът (Lonicera xylosteum) е листопаден храст с височина 2 метра. Среща се навсякъде в България. Клонките му са кухи, без сърцевина. Дръжките на цветовете са по-дълги от тези на листата. Цветовете са жълтеникавобели, а листата са широки и яйцевидни или елипсовидни. От двете страни са овласени, като в основата си са закръглени. Плодовете са червени. Цъфти в периода от май до юли. Храстът е лечебно, декоративно и медоносно растение.